# 鹿郢
鹿郢（ろくえい）は、鼫与（せきよ）ともいい、春秋時代の越の君主。

## 略歴
越王勾践の子として生まれた。勾践32年（紀元前464年）11月、越王勾践が死去すると、鹿郢は後を嗣いで越王として即位した。鹿郢6年（紀元前458年）、在位6年で死去した。